# Snow Shoe, Pennsylvania
Snow Shoe là một thị trấn thuộc quận Centre, tiểu bang Pennsylvania, Hoa Kỳ. Năm 2010, dân số của thị trấn này là 765 người.